# USS Wexford County (LST-1168)
El USS Wexford County (LST-1168) fue un buque de desembarco de tanques clase Terrebonne Parish de la Armada de los Estados Unidos. Fue adquirido por la Armada Española y renombrado Martín Álvarez (L-12).

## Historia
Fue construido a mediados de la década de 1950 por Christy Corporation y entró en servicio con la Armada de los Estados Unidos en 1954.
El Wexford County participó de las operaciones durante la guerra de Vietnam entre 1965 y 1970.
Entre 1971 y 1972, la Armada Española adquirió los USS Terrebonne Parish, USS Wexford County y USS Tom Green County, los cuales recbieron los nombres Velasco, Martín Álvarez y Conde de Venadito, respectivamente.
Causó baja en 1995.